# ولکن‌فرای
وُلکن‌فرای (آلمانی: Wolkenfrei؛ معادل فارسی: بدون ابر) یک گروه موسیقی اشلاگر آلمانی برخاسته از شهر آشپاخ بود که در سال ۱۹۹۹ تشکیل شد و در آغاز گروه موسیقی مارک-فیشر نام داشت. دو بنیان‌گذار اصلی این گروه «مارک فیشر» و «اشتفان کینسکی» در سال ۲۰۱۵ گروه را ترک کردند و آخرین عضم باقی‌مانده ونسا مای نیز آن را در سال ۲۰۱۶ رها کرد تا به‌صورت مجزا به حرفهٔ خوانندگی‌اش ادامه دهد.